# 馬庫魯巴
馬庫魯巴（ 阿拉伯语： 英語：）是中東米食料理，敘利亞 、 盛行於伊拉克 、巴林、科威特、巴勒斯坦和约旦等國家。作法是將所有食材分層放至於鍋中，內容物包括各式蔬菜(番茄，馬鈴薯，花椰菜和茄子)，及肉類(雞肉或羊肉)。最後將鍋子上下顛倒倒出，使其看起來就像是層狀蛋糕，故「馬庫魯巴」原意為上下顛倒。食用時佐以酸奶或切碎的番茄，黃瓜，歐芹和檸檬汁與芝麻醬。通常食用於聚會或慶典。